# Cantó d'Arràs-Sud
El cantó d'Arras-Sud és un cantó francès del departament del Pas de Calais, situat al districte d'Arràs. Té 8 municipis i part del d'Arràs.

## Municipis
- Achicourt
- Agny
- Arràs (part)
- Beaurains
- Fampoux
- Feuchy
- Neuville-Vitasse
- Tilloy-lès-Mofflaines
- Wailly

## Història
| Data d'elecció                           | Identitat           | Partit           | Qualitat |
| ---------------------------------------- | ------------------- | ---------------- | -------- |
| 1945-1949                                | Guy Mollet          | SFIO             |          |
| 1949-1961                                | Henri Duflot        | RPF, després UNR |          |
| 1961-1992                                | Michel Darras       | SFIO, després PS |          |
| 1992-                                    | Jean-Louis Cottigny | PS               |          |
| les dades anteriors no són pas conegudes |                     |                  |          |
|                                          |                     |                  |          |

## Demografia
| A partir de 1990: Població sense dobles comptes |